# Nazzano
Nazzano là một đô thị ở tỉnh Roma trong vùng Latium thuộc Ý, có cự ly khoảng 40 km về phía bắc của Roma. Tại thời điểm ngày 31 tháng 12 năm 2004, đô thị này có dân số 1.279 người và diện tích là 12,2 km².
Nazzano giáp các đô thị: Civitella San Paolo, Fiano Romano, Filacciano, Montopoli di Sabina, Ponzano Romano, Sant'Oreste, Torrita Tiberina.